# إليزابيث ماكنتاير
إليزابيث ماكنتاير (بالإنجليزية: Elizabeth McIntyre)‏ هي متزحلقة حرة أمريكية، ولدت في 5 أبريل 1965 في هانوفر في الولايات المتحدة.

## وصلات خارجية
- إليزابيث ماكنتاير على موقع الاتحاد الدولي للتزلج (التزلج الحر) (الإنجليزية)
- إليزابيث ماكنتاير على موقع أوليمبيديا (الإنجليزية)